# Ramirez (cantante)
Ramirez, pseudonimo di Alex Guillermo Quiroz-Buelvas (Cartagena, 5 ottobre 1965), è un cantante e musicista colombiano.

## Biografia
Originario della costa caraibica colombiana, Ramirez ha lanciato brani di successo quali La musica tremenda (1992), Hablando (1992), El ritmo barbaro (1992), Orgasmico (1992), Terapia (1993), El gallinero (1994), Bomba (1994), Baraonda (1995) che hanno scalato le classifiche della musica dance europea, in collaborazione con il DFC Team e Ricci DJ.
Nei primi anni novanta ha partecipato a vari festival di musica elettronica, tra cui il MayDay in Germania nel 1992. Ha inoltre partecipato a un'edizione di Radiothon dove ha coniato il suo personale slogan per suggerire ai ragazzi l'utilizzo del profilattico: "Plastificate".
Oltre all'attività artistica, ha conseguito un dottorato di ricerca in fisica e matematica e lavora come scienziato e professore universitario.

## Discografia

### Album
- 1993 – Terapia